# Yokohama Seaside Line
La Yokohama Seaside Line Co., Ltd (株式会社横浜シーサイドライン, Kabushiki-gaisha Yokohama Shīsaido Rain) est une compagnie de transport de passagers qui exploite une ligne de métro automatique sur pneus dans la ville de Yokohama au Japon.
Son siège social se trouve à Yokohama. Les principaux actionnaires sont la municipalité de Yokohama et la compagnie ferroviaire Keikyū. La compagnie accepte la carte PASMO.

## Histoire
La compagnie a été fondée le 22 avril 1983 sous le nom de Yokohama New Transit Co., Ltd (横浜新都市交通株式会社, Yokohama Shintoshi Kōtsū Kabushiki-gaisha),.
La ligne Kanazawa Seaside ouvre le 5 juillet 1989.
Le 1er octobre 2013, la compagnie change de nom pour Yokohama Seaside Line Co., Ltd (株式会社横浜シーサイドライン, Kabushiki-gaisha Yokohama Shīsaido Rain),.

## Ligne
La compagnie possède et exploite une ligne de métro automatique sur pneus.
| Ligne                  | Nom japonais         | Terminus                      | Longueur (km) | Stations |
| ---------------------- | -------------------- | ----------------------------- | ------------- | -------- |
| Ligne Kanazawa Seaside | 金沢シーサイドライン | Shin-Sugita - Kanazawa-Hakkei | 10,8          | 14       |

## Materiel roulant

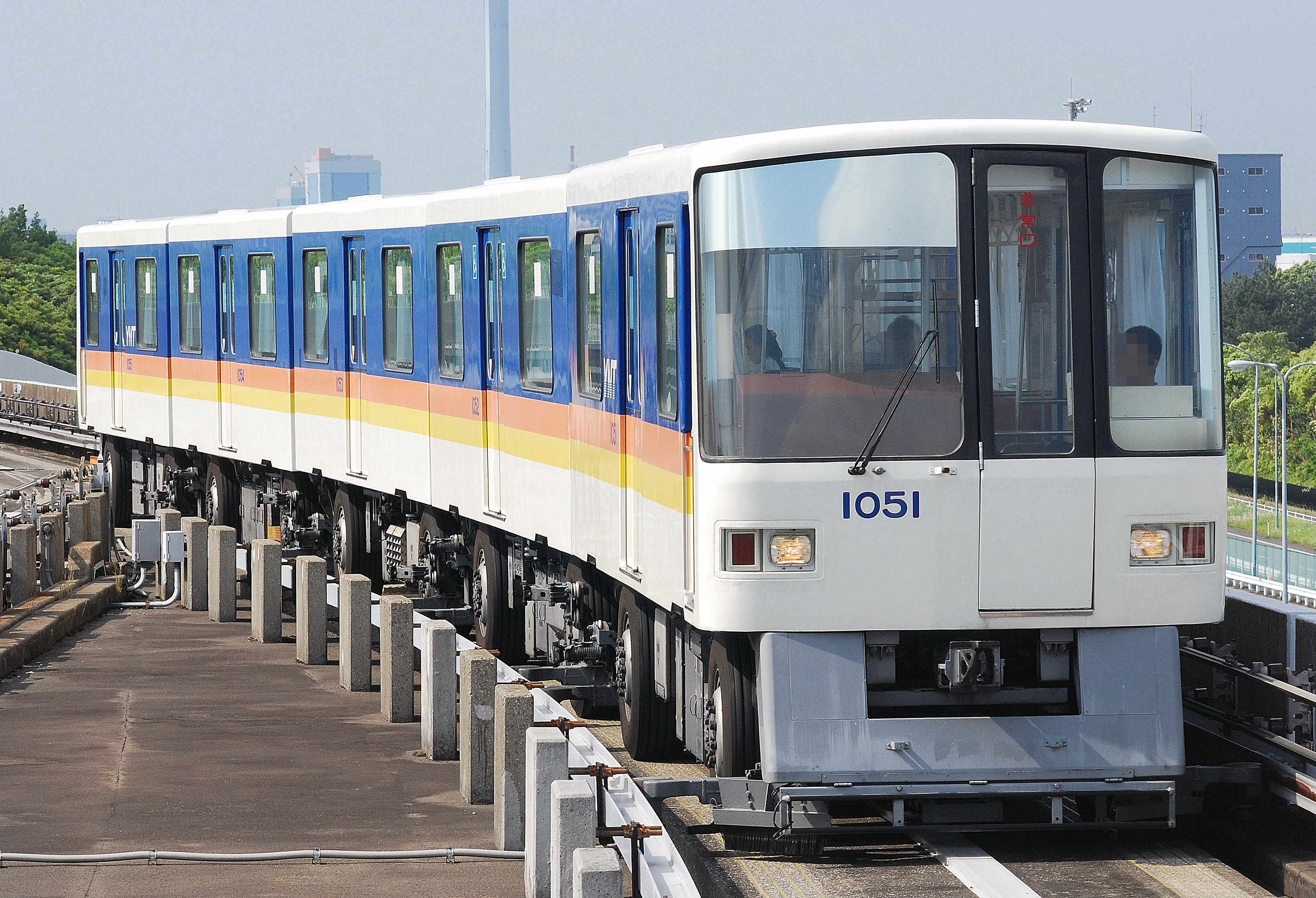
série 1000
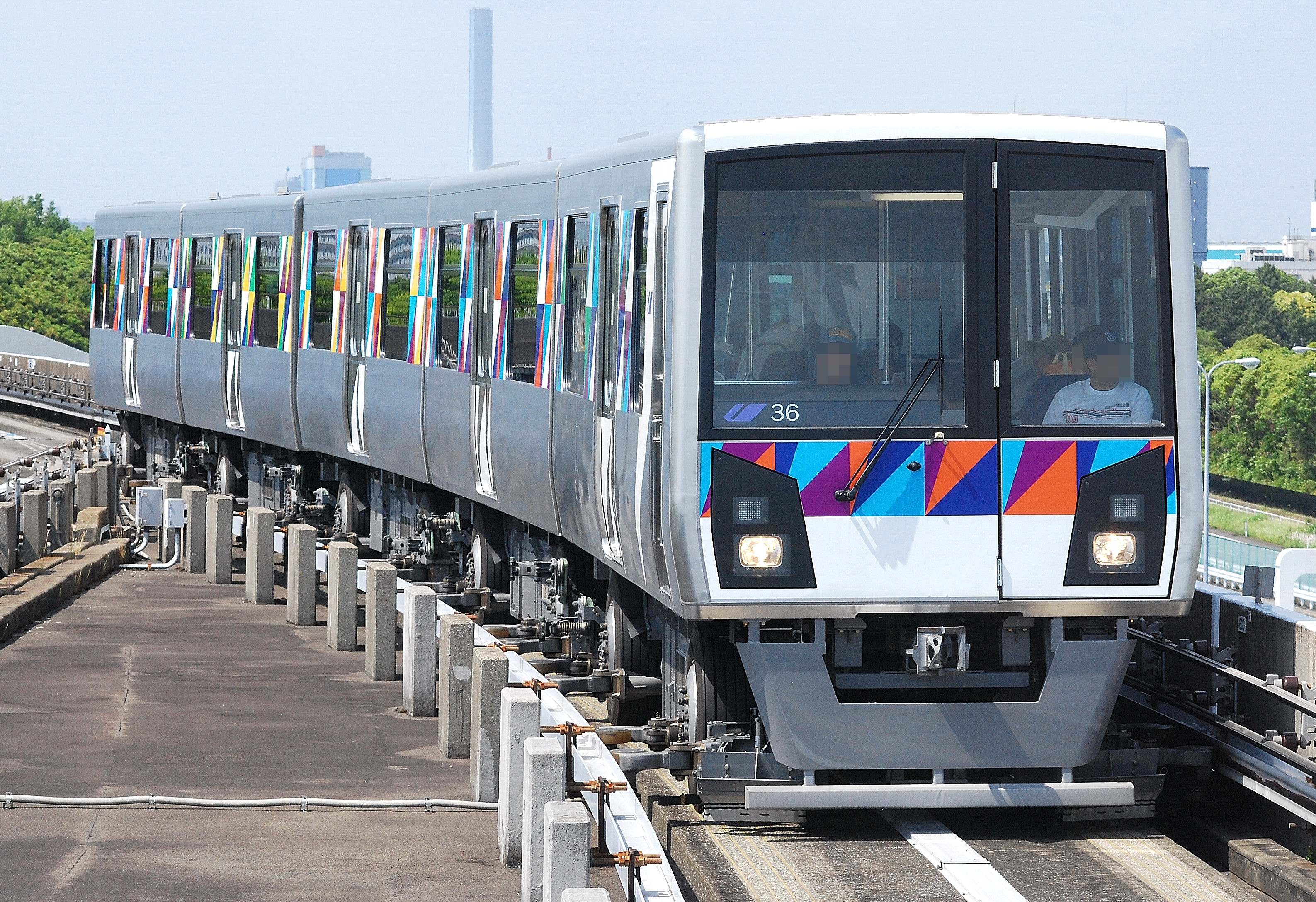
Série 2000